# Viktor-Reuter-Straße 18

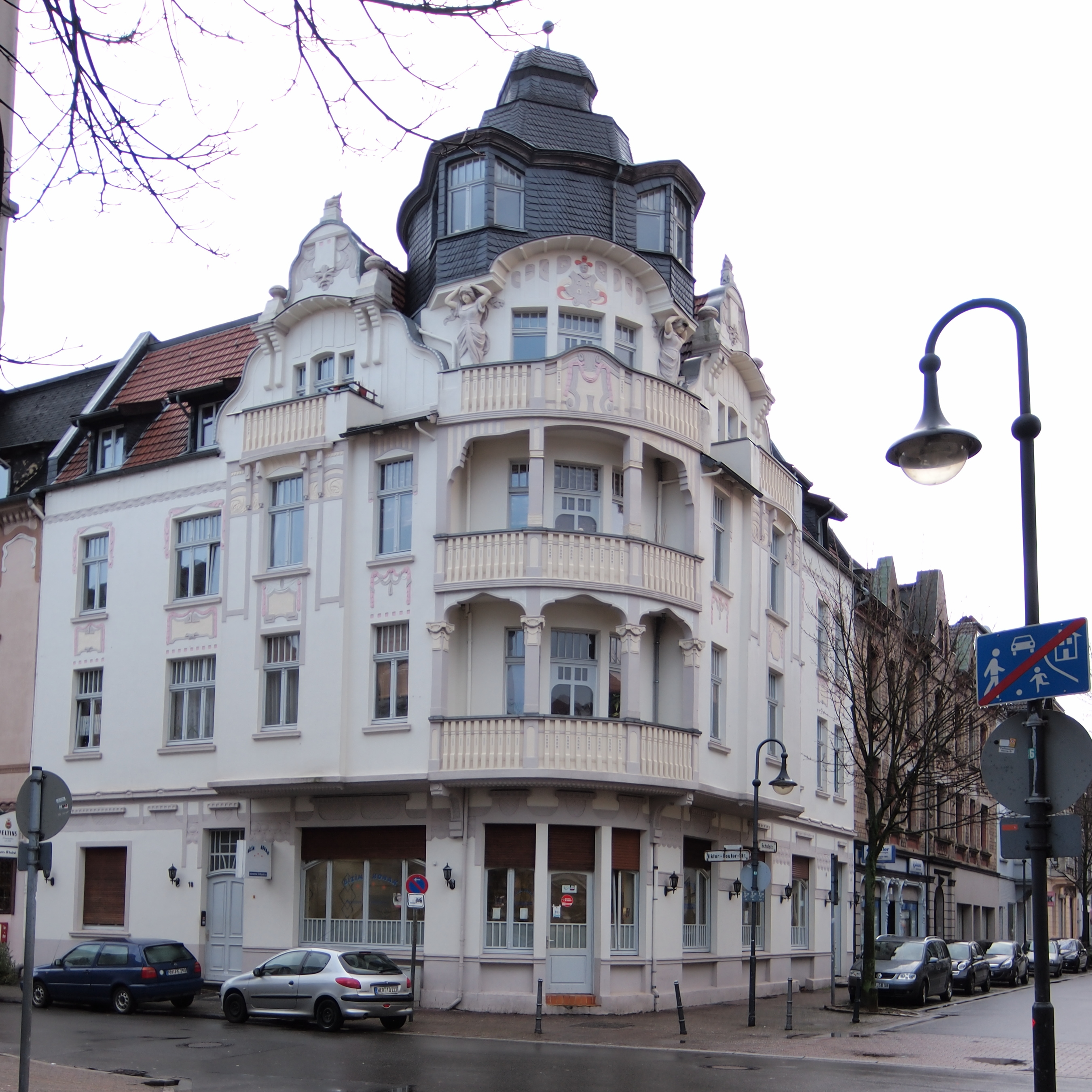
Ansicht von Norden (2012)

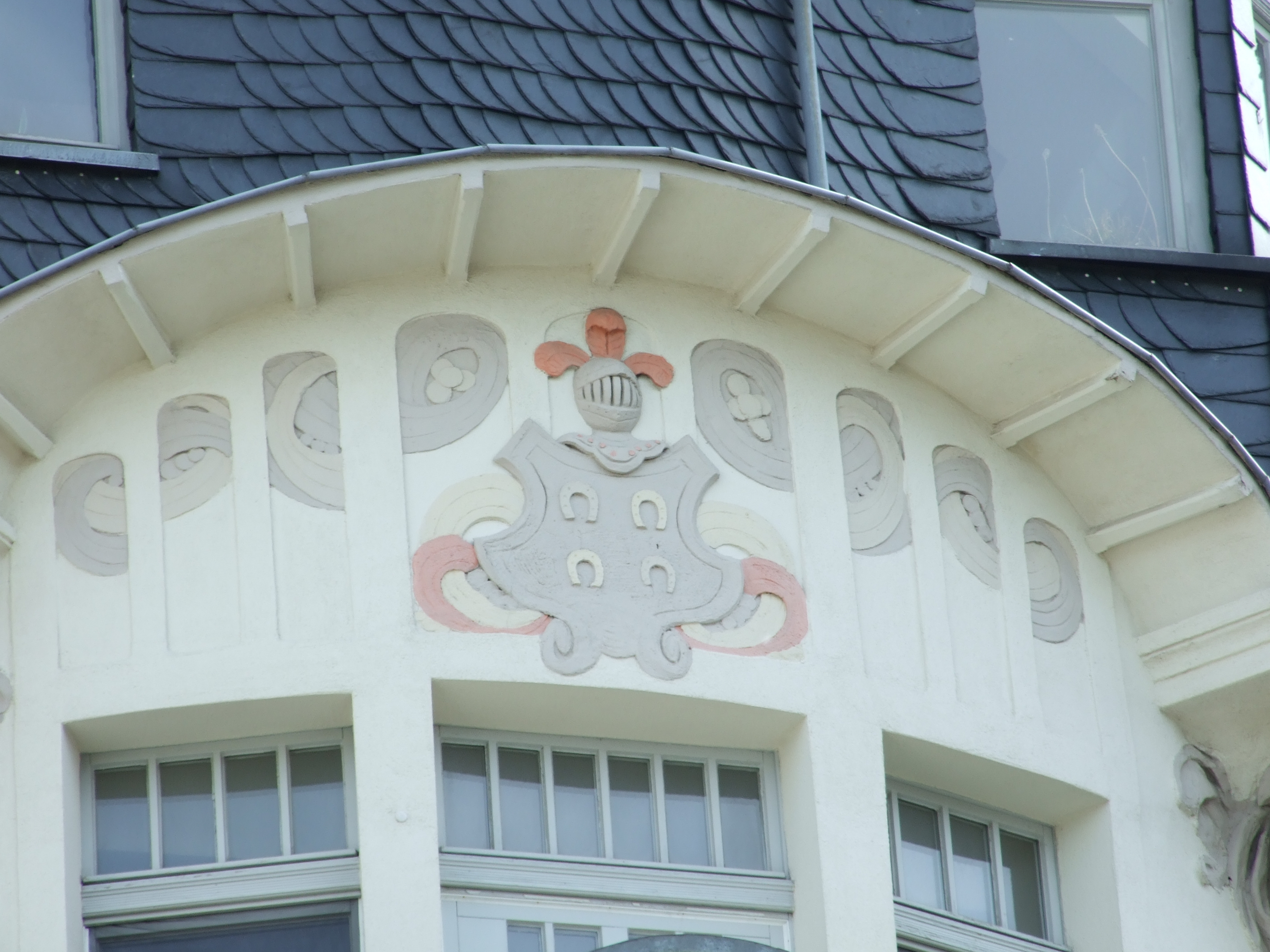
Detail (2014)

Das Wohn- und Geschäftshaus Viktor-Reuter-Straße 18 in Herne, ist ein unter Denkmalschutz stehendes Baudenkmal. An der südöstlichen Ecke der Kreuzung der Viktor-Reuter-Straße mit der Schulstraße gelegen, entstand das in den Stilformen des Jugendstils im Jahr 1906 ausgeführte Gebäude nach einem Entwurf des Recklinghauser Architekten W. Breuer.

## Beschreibung
Annähernd gleichschenklig kommt das Grundstück Viktor-Reuter-Straße 18 bei einer Grundfläche von rund 376 m² mit etwa 13 Meter an der Viktor-Reuter-Straße und ca. 14,5 Meter an der Schulstraße zu liegen. Zur Viktor-Reuter-Straße weist der Bau eine Tiefe von rund 12 Meter, zur Schulstraße an der schmalsten Stelle von ca. 10,7 Meter auf. Die Verbindung der beiden Straßenfronten wird als besondere Akzentuierung durch eine originelle Abrundung hergestellt. Diese ist in den beiden Obergeschossen des dreieinhalbgeschossigen mit Putz-Stuck-Fassade versehenen Massivbaus in Form von abgerundeten Loggien ausgebildet. Darüber befinden sich im Dachgeschoss ein von tragenden Figuren gefasster Dacherkergiebel mit vorgelagertem Balkon, der in einen kuppelartigen Dachaufbau mündet. An die Loggien schließt in den Obergeschossen beidseitig ein erkerartiger Vorbau von zwei Achsen an, der nach oben von einem geschwungenen Dacherkergiebel abgeschlossen wird. Das Erdgeschoss nimmt Laden- und Geschäftslokale auf, darüber Wohnungen. Zwischen den Figuren im Dachgeschoss ein Wappen mit vier Hufeisen.
Die Eintragung des Gebäudes Viktor-Reuter-Straße 18 in die Denkmalliste der Stadt Herne erfolgte am 23. Juni 1988 (Denkmal Nr. A 60).